# Opatovický kanál
Opatovický kanál – kanał nawadniający i melioracyjny, zlokalizowany w Czechach, w Kraju pardubickim.

## Historia

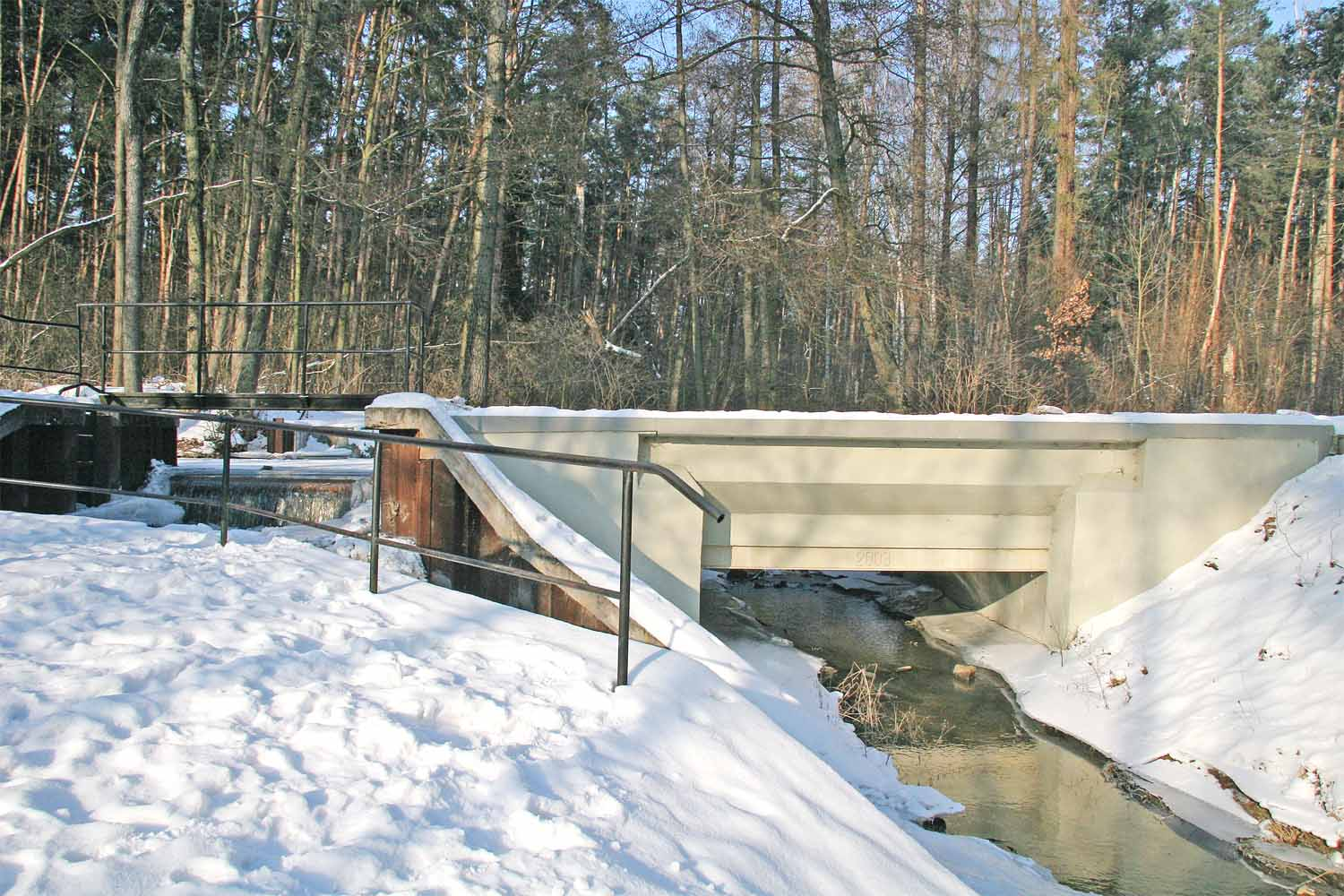
Akwedukt w rejonie Semína

Obecnie koryto Łaby pomiędzy Hradcem Kralowym, a Pardubicami nie ma charakteru pierwotnego – rzeka wcześniej płynęła przez tzw. Bramę Bohdaniecką, na zachód od Kunětickiej hory. Później rzeka samoistnie zmieniła bieg na współczesny. W końcu XI wieku na dawnych terenach rzecznych Bramy Bohdanieckiej osiedlili się benedyktyni, osadzeni tutaj przez króla Vratislava II. Ich klasztor znajdował się w rejonie obecnej wsi Opatovice nad Labem. Zakonnicy przystąpili do intensywnych prac melioracyjnych, zakładali stawy rybne i osuszali mokradła.
W czasie wojen husyckich klasztor zburzono, a jego resztki porozbierano potem na cele budowlane. Tereny po benedyktynach w końcu XV wieku posiadał w zastawie Henryk I Starszy z Podiebradów, syn zmarłego króla Jerzego z Podiebradów. Około 1480 założył on duże stawy rybne – Bohdanečský i Rosický. Do ich nawadniania służył stary kanał, zbudowany jeszcze za czasów benedyktyńskich.
W 1490 dobra klasztorne zakupił bogaty morawski wielmoża Vilém II z Pernštejna, który miał wcześniejsze doświadczenia w hodowli ryb i dysponował znacznymi środkami finansowymi. Zbudował on m.in. największy pardubicki staw – Čeperkę (1491-1496, 1000 ha powierzchni), na którego dnie znalazło się kilka istniejących w tym miejscu wsi. Do nawadniania tego i innych akwenów użył starorzecza Łaby, które zaczynało się w Opatovicach, a zwracało wody do Łaby koło Bohdańca. W 1498 król Władysław II Jagiellończyk oddał całość tego terenu w dziedziczne władanie Pernštejnom, co umożliwiło podjęcie znacznie szerzej zakrojonych działań i budowę kanału od Opatovic, aż do Semína, na zachód od Přelouča.

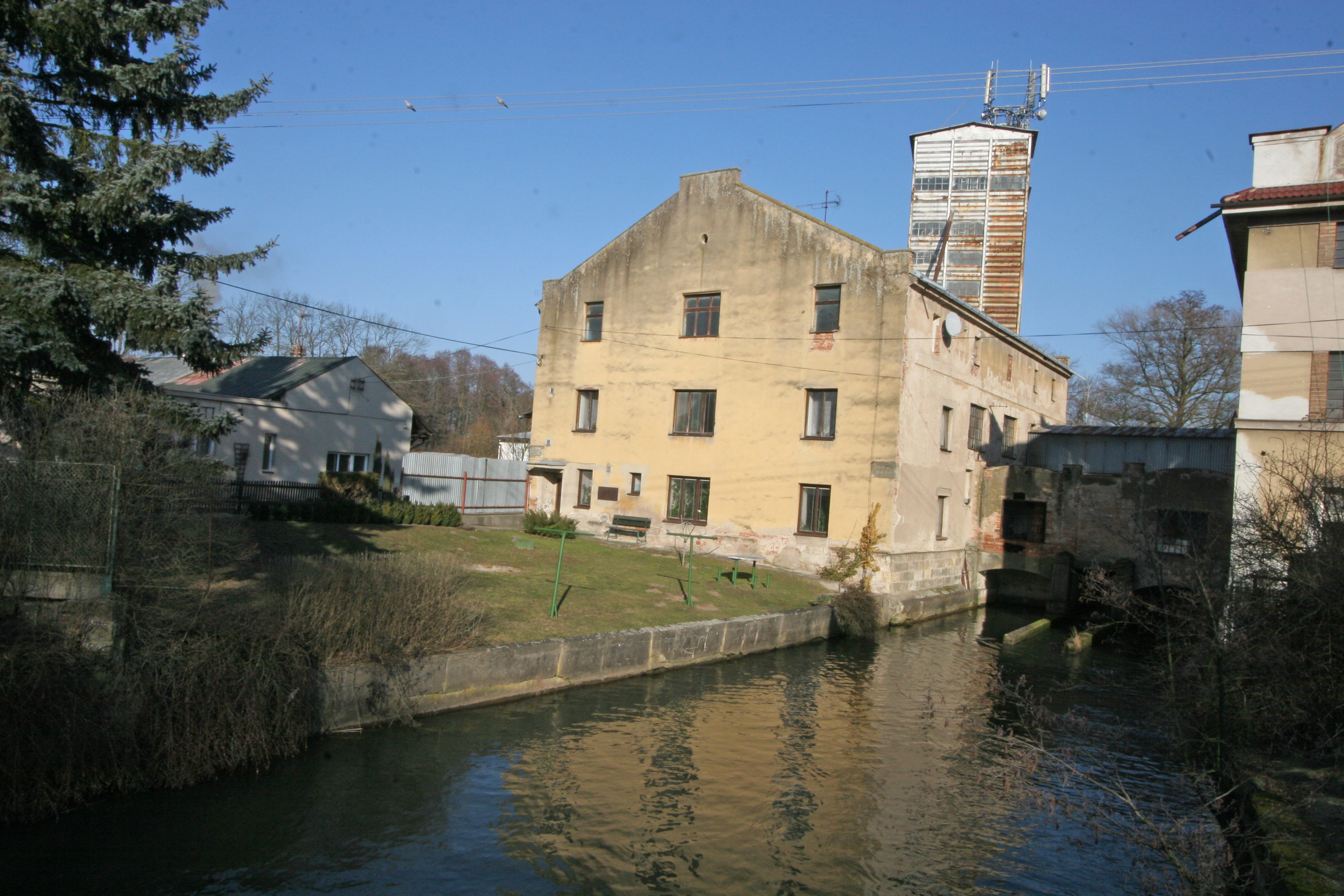
Lázně Bohdaneč – młyn

Dzieło w zasadniczej części ukończono w 1513, oddając do użytku częściowo nowy, a częściowo znacznie przebudowany kanał o długości 34 km. Budowniczym obiektu był Kunát Dobřenský z Dobřenic – wybitny znawca tematyki melioracji i rybołówstwa, budowniczy licznych stawów w Czechach, działający od końca XV wieku do lat 30. XVI wieku. Kanał był dziełem życia Kunáta i stanowi przykład zaawansowania technicznego ziem czeskich w tym okresie dziejów. Budowa sprawiła, że w okolicach Pardubic zaczęły powstawać bardzo licznie nowe stawy rybne. Prace te zahamowano w 1549, z uwagi na brak miejsca pod nowe akweny (było ich już około 230). Hodowla ryb stanowiła wówczas główne źródło dochodu miejscowych wielmożów. Mieszkańcy wsi położonych nad starą częścią kanału mieli obowiązek czyścić go 3-4 razy w roku. Do czyszczenia nowej części najmowano pracowników.
Głównym regulatorem stanu wód na kanale było już w XVI wieku Ždánické stavidlo w Opatovicach. Następne zlokalizowano w Bohdańcu. W końcu XVII wieku kanał był też źródłem wody pitnej, o czym świadczą pozostałości drewnianego wodociągu w Bohdańcu. Nad wodą powstawały także młyny i papiernie.
W początku XIX wieku sława pardubickiego rybołówstwa zaczęła zanikać. Reformy terezjańskie i józefińskie wpłynęły na modernizację rolnictwa, stare i małe rybniki uległy likwidacji i zamianie na grunty orne. W połowie XIX wieku zmiany te zostały ostatecznie ugruntowane. W ten sposób kanał stracił swoją główną rację bytu – pozostała mu przede wszystkim funkcja melioracyjna. Zmieniono też nieco jego przebieg u ujścia do Łaby pod Semínem, co spowodowało jego skrócenie do obecnych 32,69 km.
Poważną zmianę przyniosły lata 1956-1960, kiedy to pod potrzeby nowej elektrowni w Opatovicach wykonano rekonstrukcję wlotu kanału i wielu jego elementów konstrukcyjnych, głównie na potrzeby chłodzenia zakładu. Budowa elektrowni spowodowała zanik młynów w ciągu kanału (trzy z nich odnowiono w końcu XX wieku). Kanał nadal nawadnia pozostałe, nieliczne stawy rybne: Pohránovský, Bohdanečský, Zábranský (Dolny i Górny), Nadýmač i Sopřečský (a w razie potrzeby też Buňkov).

## Przyroda
Większość kanału jest zachowana w oryginalnej formie. Jego przebieg nie jest prosty, ale miejscami ma charakter meandrującej rzeki. Obrastają go lipy, dęby i olsze, a ich systemy korzeniowe wpływają na umocnienie brzegów. Nieliczne są przypadki zastosowania dodatkowych umocnień kamiennych. W wiekach późniejszych dosadzano świerki i topole, co nie zawsze wywoływało odpowiedni efekt estetyczny. Przez wieki funkcjonowania kanału wykształciły się przy nim specyficzne, bardzo cenne skupiska flory i fauny, związane także z kompleksem okolicznych stawów, mokradeł i torfowisk. Do okazów flory należą m.in.: kokorycz pusta, kosaciec żółty, paprocie, łączeń baldaszkowy, rdest ziemnowodny, łuskiewnik różowy, zawilec gajowy, czy śnieżyczka przebiśnieg. Faunę reprezentują m.in.: bóbr europejski, zimorodek zwyczajny, łabędź niemy, dzięcioł zielonosiwy, zaskroniec zwyczajny, ropucha szara, rzekotka drzewna, rusałka admirał, wonnica piżmówka, pawica grabówka, szablak krwisty, rusałka żałobnik, latolistek cytrynek, kwietnica okazała. W wodzie zamieszkują m.in. okoń, płoć, kleń, kiełb pospolity i koza pospolita. Z Łaby wpływają na krótko szczupak i karp. W bezpośredniej bliskości kanału ustanowiono rezerwat przyrody Bohdanečský rybník a rybník Matka.

## Dane techniczne
- wlot na wysokości – 225 m n.p.m.,
- pierwotne ujście na wysokości – 206,9 m n.p.m.,
- obecne ujście na wysokości – 202 m n.p.m.,
- pierwotna różnica poziomów – 18,1 m,
- obecna różnica poziomów – 23 m,
- długość pierwotna – 34 km,
- długość obecna – 32,69 km,
- największa szerokość – 15 m (przy wlocie),
- najmniejsza szerokość – 2,5 m (przy ujściu),
- średnia głębokość – 1,5 m[1].